# Platismatia
Platismatia W.L.Culb. & C.F.Culb., 1968 è un genere di licheni della famiglia Parmeliaceae.

## Descrizione
Comprende licheni con tallo foglioso medio grandi con lobi piuttosto increspati. La superficie superiore è di colore dal grigio al verdastro.

## Distribuzione e habitat
La maggior parte delle specie si trova in bosco sui tronchi e sui rami degli alberi di conifere, anche se alcune specie crescono sulle rocce.

## Tassonomia
Il genere comprende le seguenti specie:
- Platismatia erosa W.L.Culb. & C.F.Culb., 1968
- Platismatia formosana (Zahlbr.) W.L.Culb. & C.F.Culb., 1968
- Platismatia glauca (L.) W.L.Culb. & C.F.Culb., 1968
- Platismatia herrei (Imshaug) W.L.Culb. & C.F.Culb. (1968
- Platismatia interrupta W.L.Culb. & C.F.Culb., 1968
- Platismatia lacunosa (Ach.) W.L.Culb. & C.F.Culb., 1968
- Platismatia norvegica (Lynge) W.L.Culb. & C.F.Culb., 1968
- Platismatia regenerans W.L.Culb. & C.F.Culb., 1968
- Platismatia stenophylla (Tuck.) W.L.Culb. & C.F.Culb., 1968
- Platismatia tuckermanii (Oakes) W.L.Culb. & C.F.Culb., 1968
- Platismatia wheeleri Goward, Altermann & Björk, 2011

In Italia è presente la sola specie Platismatia glauca (L.) W.L. Culb. & C.F. Culb.

## Usi
Le specie di Platismatia possono essere utilizzate per produrre un colorante arancio-marrone, giallo-marrone o marrone, e almeno una specie era tradizionalmente usata per tingere la lana in Europa.

## Galleria d'immagini

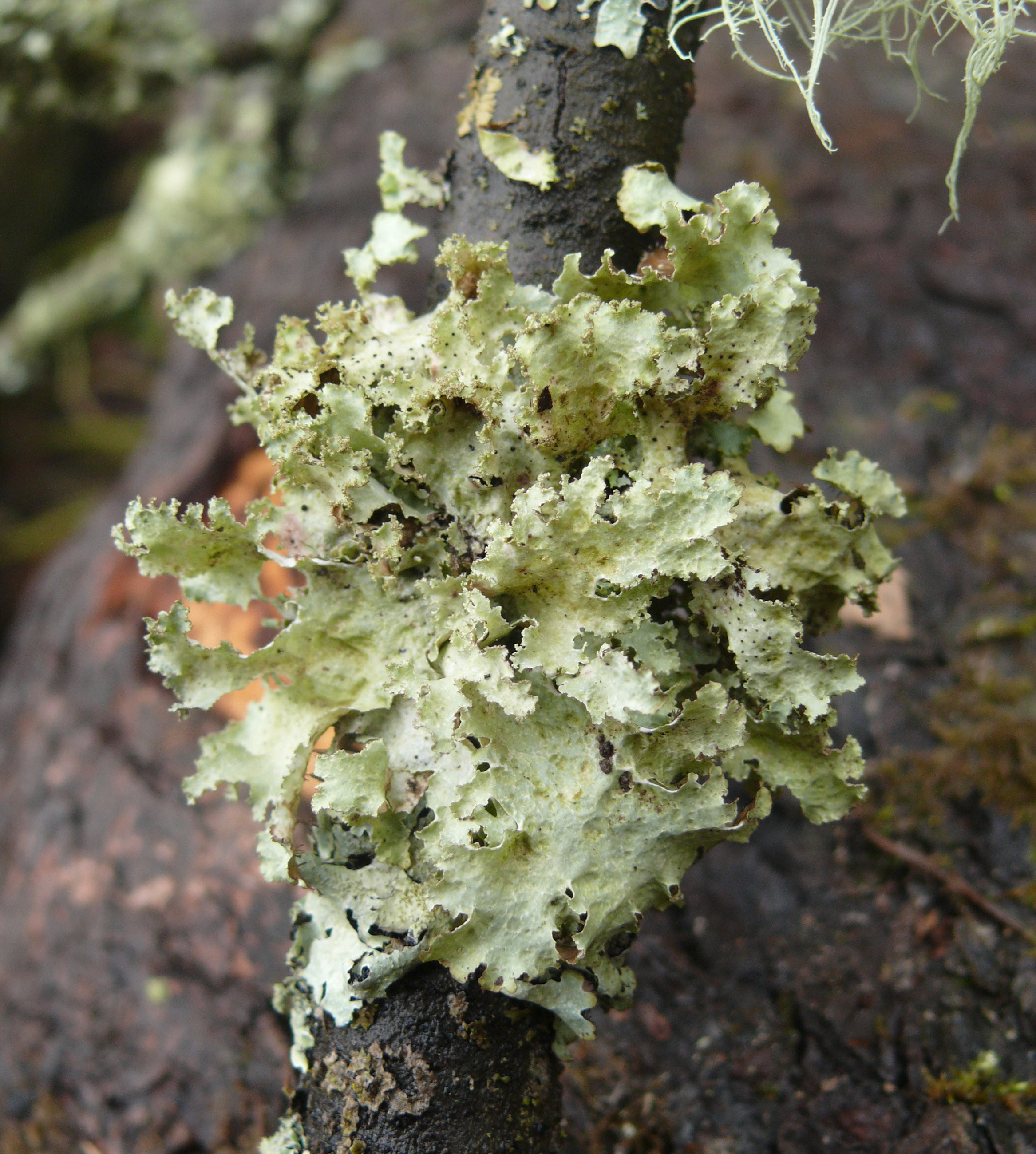
Platismatia glauca, Schwäbisch-Fränkische Waldberge, Germany
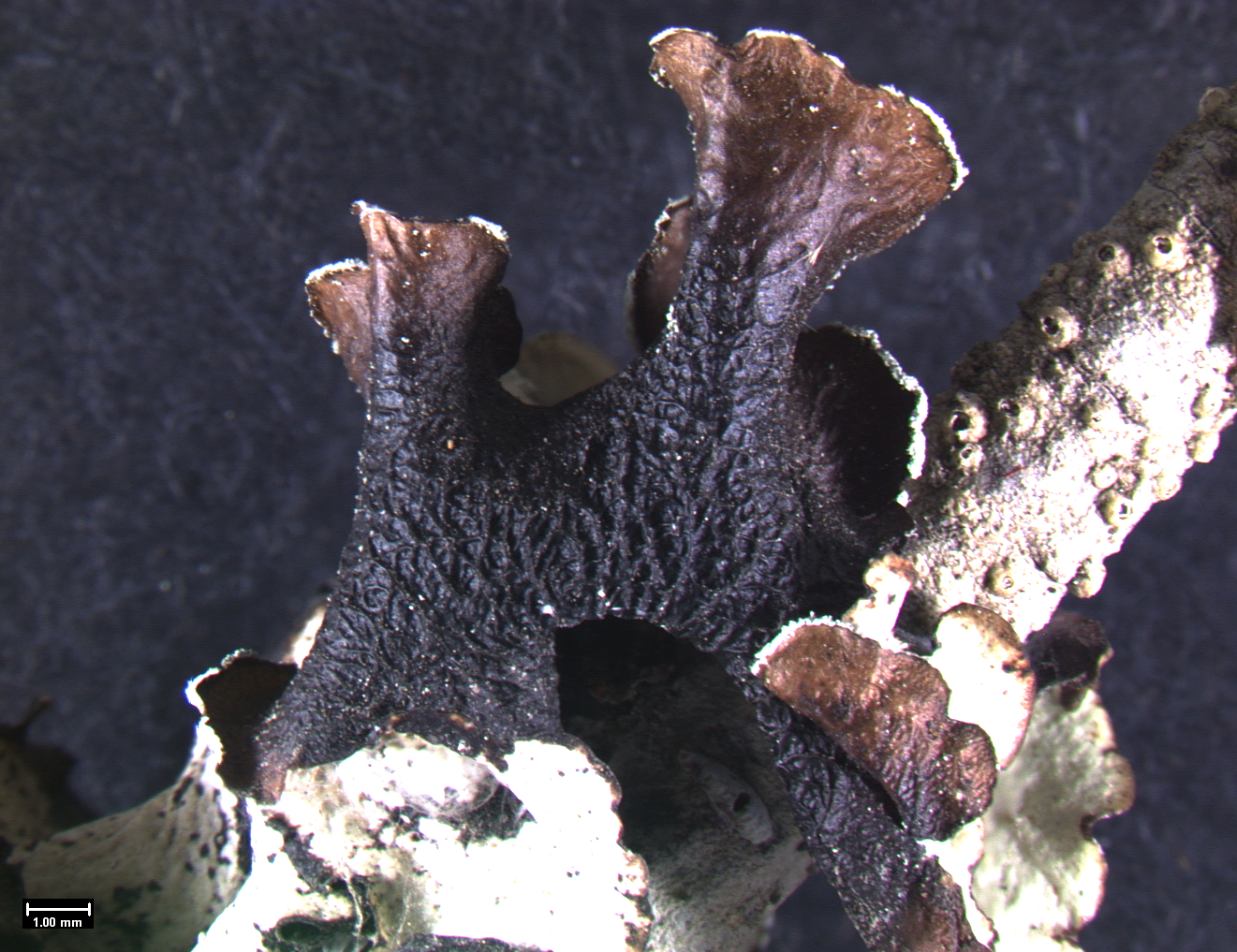
Platismatia wheeleri, faccia inferiore del tallo; Yelm, Washington, United States
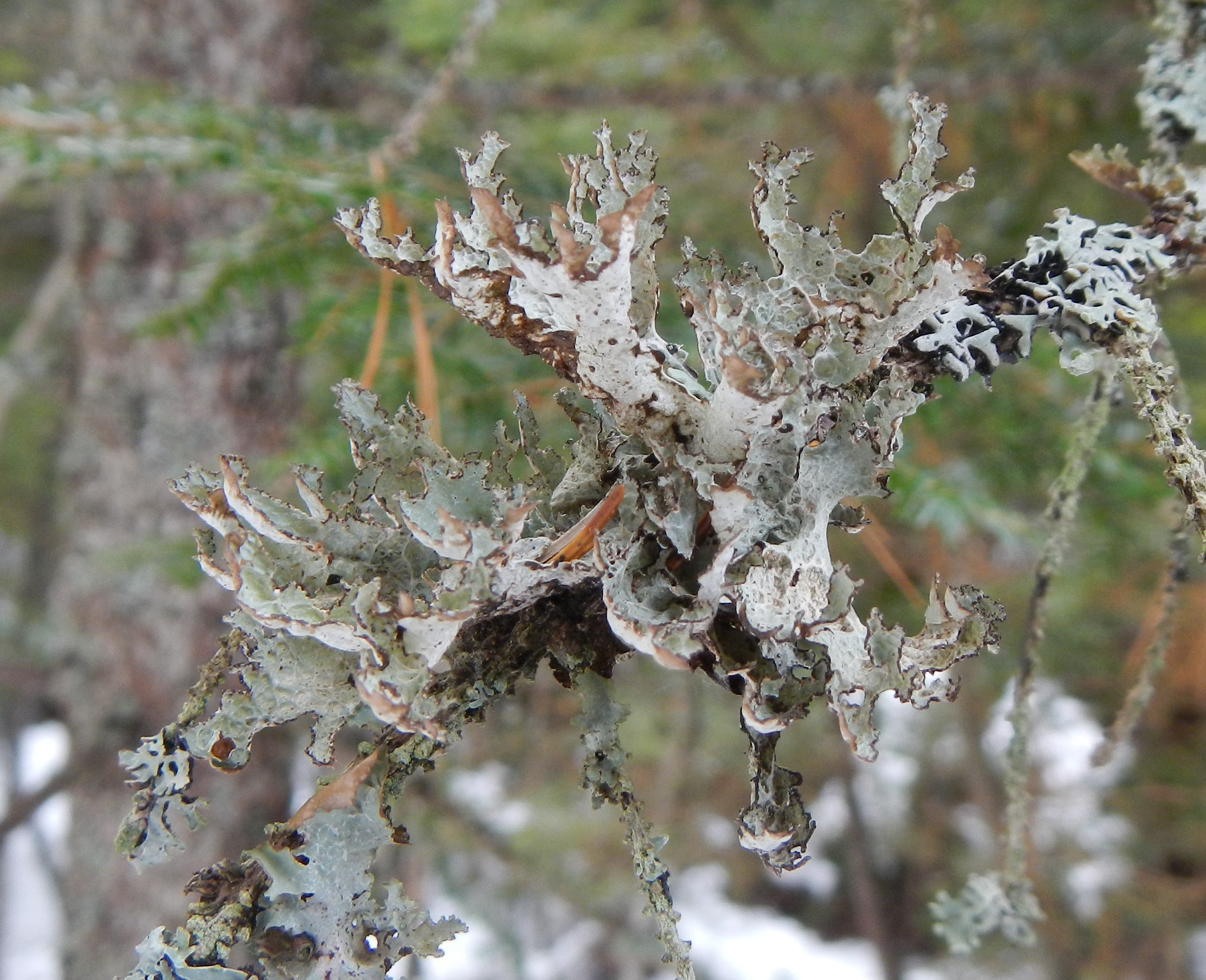
Platismatia tuckermanii, Nova Scotia, Canada